# Massow, Eldetal
Massow är en ortsteil i kommunen Eldetal i Landkreis Mecklenburgische Seenplatte i förbundslandet Mecklenburg-Vorpommern i Tyskland. Massow var en kommun fram till 26 maj 2019 när den uppgick i Eldetal. Massow hade 190 invånare 2018.